# Olše zelená
Olše zelená (Alnus alnobetula) je keř dorůstající do výšky 0,5–3 m, vzácně nízký strom, s obloukovitými, na konci vystoupavými větvemi z čeledi břízovitých (Betulaceae). Strom kvete od dubna do května.

## Popis
Kmínky
dosahují 5–8 cm v průměru, borka je hnědá s nápadnými červenohnědými lenticelami. Kořenový systém je převážně povrchový, ale bohatě rozvinutý a dobře váže půdu. Listy jsou vejčité, nebo okrouhle oválné, 2,5 až 8 cm dlouhé, 2 až 7 cm široké, zašpičatělé, okraj dvakrát zubatý. Řapík 1,5 cm dlouhý. Samčí jehnědy jsou 5 až 10 cm dlouhé, žluté, prášící na konci dubna, samičí šištice jsou ve většině případů zelené (od toho název druhu), později červenohnědé, asi 2 cm dlouhé, vejčité. Pupeny kopinaté, přisedlé, s mnoha těsně přilehlými šupinami, zářivě zelené nebo purpurové, Na rozdíl od jiných olší přezmují samičí jehnědy v pupenech a rozvíjejí se až na jaře společně s listy.

## Rozšíření
Olše zelená je druh vyskytující se v horských oblastech jižní a střední Evropy. Má řadu oddělených arel v Alpách, Poloninských Karpatech a vzácně také v Dinárském pohoří. Kromě toho se řídce vyskytuje i v nižších polohách. Nejvíce se jí daří v polohách do 2000 m. V Česku se jako původní vyskytuje pravděpodobně jen v jižních Čechách a jihozápadním cípu Moravy, jinde jde spíše o druhotný výskyt.

## Ekologie
Olše zelená je světlomilná dřevina vyskytující se na prosluněných místech, snáší jen slabý zástin. Vyrůstá v lesních pláštích, na pastvinách a v remízcích, též na otevřených pasekách s pionýrskou vegetací. Dává přednost vlhkým podkladům a oblastem s vysokými srážkami. Roste na kyselých horninách, vyhýbá se vápenatým půdám. Snese extrémní klimatické podmínky: kruté zimy, pozdní mrazy, surové polohy, spokojí se s krátkou vegetační dobou.

## Význam
Olše zelená byla již před desetiletími s úspěchem používána ke zpevňování svážných území v horách, vysazována na březích toků při hrazení horských bystřin a zkoušena také k ozelenění lavinových svahů a holí nad hranicí lesa. Používá se také jako
podrost za účelem zkvalitnění půdy při obnově lesů. Pro svoji malou výšku nemůže ohrozit růst užitkových lesních dřevin.